# Страшково
Стра́шково (рос. Страшково) — присілок у складі Підосиновського району Кіровської області, Росія. Входить до складу Утмановського сільського поселення.
Населення становить 19 осіб (2010, 41 у 2002).
Національний склад станом на 2002 рік — росіяни 100 %.